# Pinocitoză
Pinocitoza reprezintă un tip de endocitoză nespecifică (adică poate îngloba orice substanță lichidă; spre deosebire, fagocitoza este specifică), prin care o celulă ingerează o masă de lichid extracelular cu toate substanțele conținute de acesta, formând o veziculă intracelulară, care va fi treptat digerată prin fuziune cu lizozomii. 